# Cultura lad
La cultura lad o laddismo è una sottocultura di nascita britannica e irlandese, inizialmente associata al movimento Britpop. Nata all'inizio degli anni '90, l'immagine del "giovanotto" (traduzione del termine inglese lad) era quella di una figura generalmente della classe media, che sposava atteggiamenti tipicamente attribuiti alle classi lavoratrici. La sottocultura coinvolge i giovani che assumono una posizione anti-intellettuale, a favore del bere, della violenza e del sessismo.

## Origine del termine
Il termine "new lad" è stato coniato dal giornalista Sean O'Hagan, in un articolo del 1993 su Arena Homme +.
La cultura laddista fonda le sue origini nelle posizioni di riviste maschili come Maxim, FHM e Loaded, ed è contrassegnata da un ritorno ai valori maschili egemonici dell'omosocialità maschile. La cultura giovanile è cresciuta anche grazie a film come Snatch, Lock & Stock e alla sitcom televisiva Men Behaving Badly.
L'ascesa del laddismo ha coinciso con una reazione contro il femminismo da parte di uomini e donne, e in particolare contro la figura dell'uomo visto come "uno che ha soggiogato la sua mascolinità per soddisfare i bisogni delle donne". In un'epoca in cui il femminismo era forte, come quella degli anni ’90, la cultura lad offriva "uno spazio di divertimento, consumo e libertà sessuale per gli uomini", nonché "un rifugio dai vincoli e dalle richieste del matrimonio e della famiglia nucleare".

## Critiche
La cultura lad ha attirato le critiche dei circoli femministi. Ad esempio, Germaine Greer lo critica nel suo libro del 2000 The Whole Woman, mentre Kira Cochrane afferma che la cultura lad "è un mondo oscuro che Loaded ci ha lasciato in eredità". Joanne Knowles dell'Università di Liverpool John Moores ha scritto che il laddista mostra "un atteggiamento pre-femminista e razzista nei confronti delle donne sia come oggetti sessuali che come creature di un'altra specie".
Uno studio di Gabrielle Ivinson dell'Università di Cardiff e Patricia Murphy della Open University ha identificato la cultura lad come fonte di confusione comportamentale, e un'indagine di Adrienne Katz l'ha collegata al suicidio e alla depressione. Uno studio sulla professione di architetto ha rilevato che la cultura lad ha avuto un impatto negativo sulle donne che hanno completato la loro formazione professionale. La commentatrice Helen Wilkinson ritiene che la cultura lad abbia influenzato la politica e diminuito la capacità delle donne di parteciparvi.
Il più grande sindacato studentesco del Regno Unito ha avvertito, in uno studio del 2015, che le università non stavano affrontando la questione del laddismo, con quasi la metà (49%) di tutte le università che non hanno politiche contro la discriminazione dovuta alla sessualità o contro le molestie sessuali.

## Ladette
La parola "ladette" è stata coniata per descrivere le giovani donne che prendono parte a comportamenti tipici del laddismo. Le ladette sono definite dal Concise Oxford Dictionary come: "giovani donne che si comportano in modo chiassosamente assertivo o rozzo e si dedicano a bevute pesanti”.

## Altri utilizzi del termine
Il termine “lad” viene utilizzato anche nella cultura giovanile australiana per riferirsi alla sottocultura chav, piuttosto che alla sottocultura studentesca della classe media a cui il termine si riferisce nel Regno Unito. I ragazzi australiani indossano un codice di abbigliamento distintivo, composto da berretti e scarpe da ginnastica, combinati con polo a righe e pantaloncini sportivi. Il lad-rap è una scena hip hop underground in crescita in Australia.